# سيكستو روفينا
سيكستو روفينا (بالهولندية: Sixto Rovina)‏ هو لاعب كرة قدم هولندي، ولد في 10 يناير 1961 في ويلمستاد في كوراساو، وتوفي في 7 فبراير 1989.